# Monte Urano
Monte Urano là một đô thị ở tỉnh Ascoli Piceno ở vùngMarche, cách khoảng 50 km về phía nam của Ancona và khoảng 40 km về phía bắc của Ascoli Piceno. Đến thời điểm ngày 31 tháng 12 năm 2019, đô thị này có dân số là 8.092 người và diện tích là 16,7 km².
Monte Urano giáp các đô thị: Fermo, Montegranaro, Sant'Elpidio a Mare, Torre San Patrizio.